# Chrysops rufipes
Chrysops rufipes är en tvåvingeart som beskrevs av Johann Wilhelm Meigen 1820. Chrysops rufipes ingår i släktet Chrysops och familjen bromsar. Enligt den svenska rödlistan är arten nära hotad i Sverige. Arten förekommer i Götaland och Öland. Artens livsmiljö är våtmarker, sjöar och vattendrag, jordbrukslandskap. Inga underarter finns listade i Catalogue of Life.